# Taphrina alni
Cloque des chatons de l'aulne
Espèce
Taphrina alni est une espèce de champignons ascomycètes (Fungi) de la famille des Taphrinaceae et du genre Taphrina. Ce microchampignon galligène est responsable de la maladie cryptogamique de la Cloque des chatons de l'aulne sur les fleurs femelles et les fruits verts de l'Aulne blanc et l'Aulne noir et d'autres espèces d'Aulnes, surtout dans les Alpes. Comme tous les Taphrinomycetes, cette espèce présente un stade sous forme d'hyphes producteurs de galle et un stade sous forme de levure se nourrissant a priori de matière organique en décomposition mais ce dernier stade n'est pas connu.

## Description

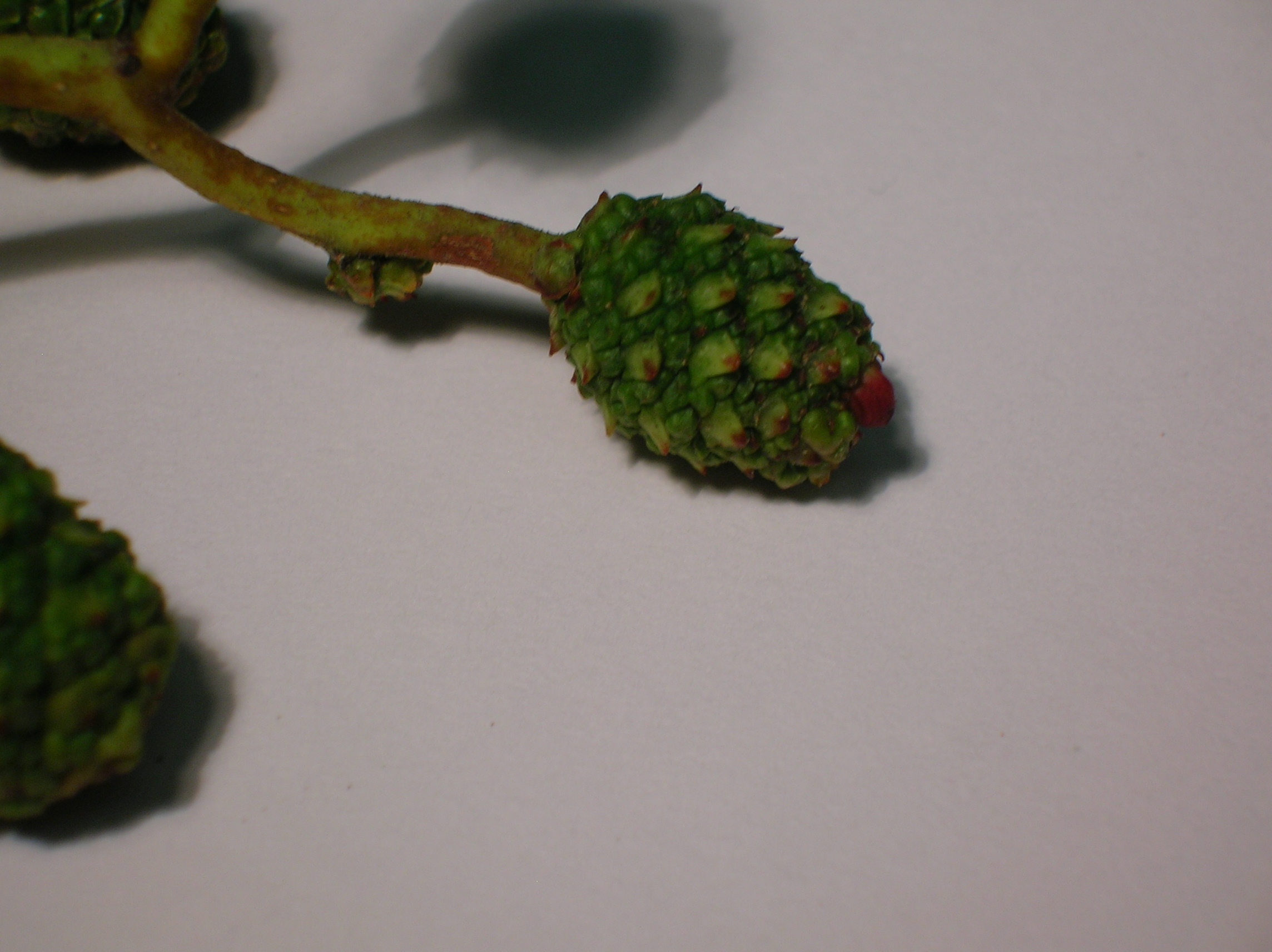
Début de la formation de la galle.

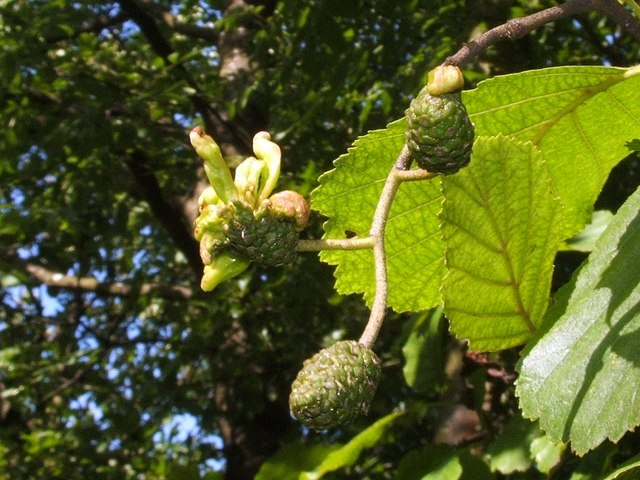
Galle jaunissante.

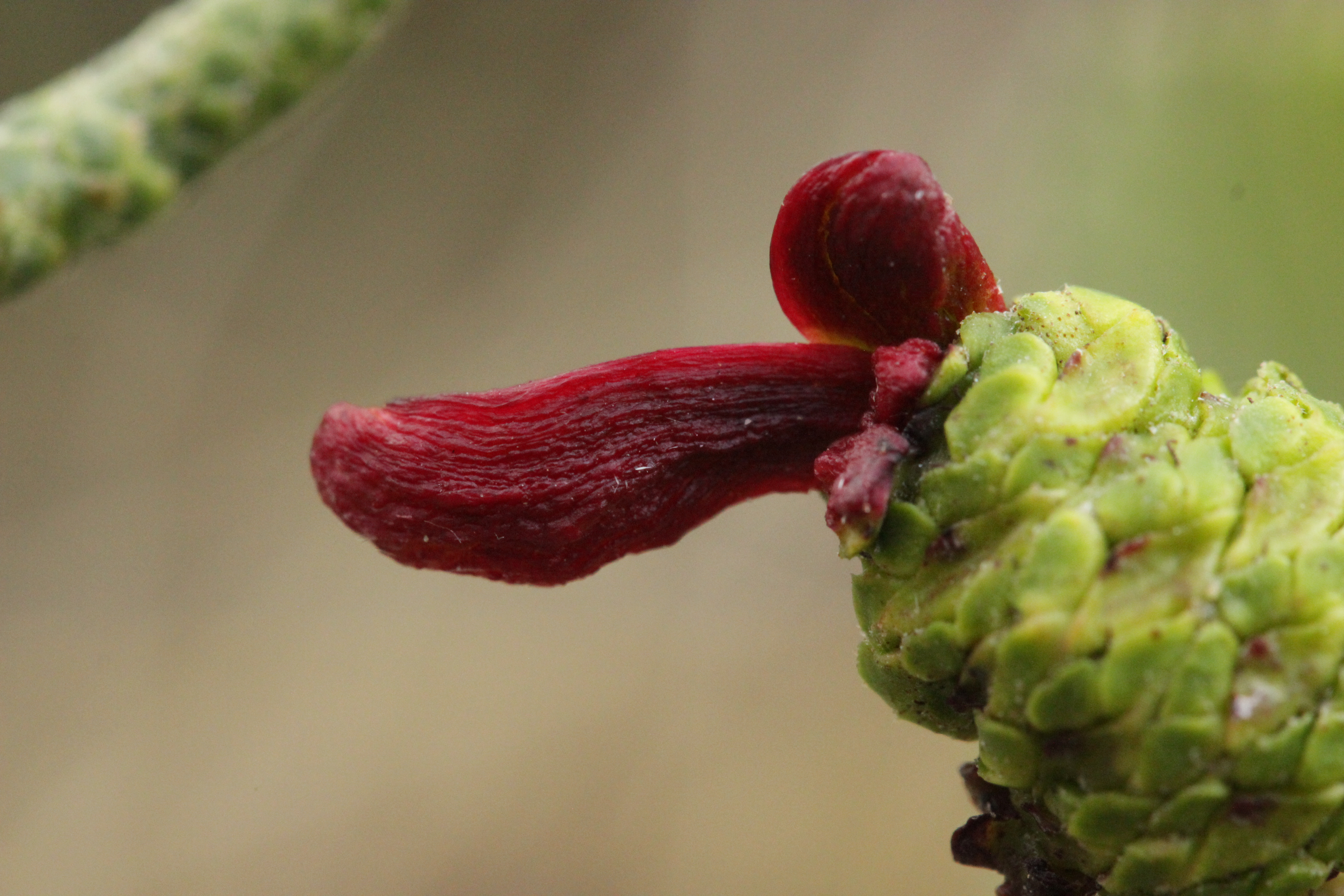
Galle rougissante.

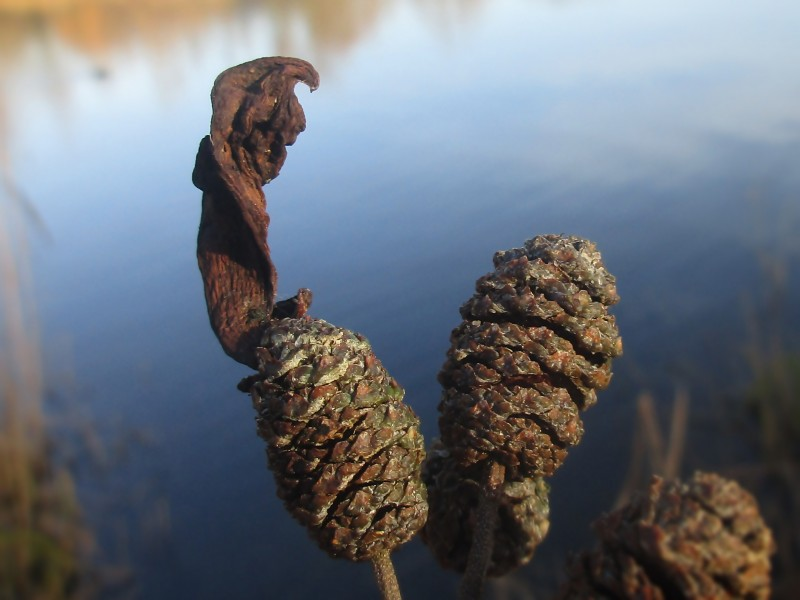
Galle noircissante recouverte d'un fin givre de cellules reproductrices, les asques.

Taphrina alni infecte les ovaires des chatons femelles et des jeunes fruits, ce qui déclenche chez la plante hôte des multiplications cellulaires anormales sous les écailles entraînant un accroissement de deux à trois fois la taille classique du chaton et une déformation linguiforme, vermiforme ou rubanée. Cette excroissance isolée est charnue, creuse, lisse et dépourvue de poils. Elle mesure jusqu'à 6 cm de long et se teinte de vert, passe au jaune, au orange, puis au rose, au rouge foncé vif et au violet pour finir par brunir et noircir. Elle se recouvre alors d'un givre blanc grisâtre, crayeux composé d'asques,,. La galle se perpétue durant l'hiver et l'année suivante sur l'arbre ou sur le fruit tombé au sol sous la forme de lobe ou de langue noire et sèche.
Taphrina alni produit des spores sphériques, lisses et hyalines qui mesurent 5 μm de long pour 4 à 6 μm de large. Elles sont produites par huit voire plus, par des asques cylindriques dont la base est entourée d'une gaine et qui mesurent 30 à 50 μm de long pour 10 à 16 μm de diamètre. Ils produisent aussi parfois de nombreuses petites spores asexuées nommées blastospores et mesurant 2 à 4 μm de diamètre,.

## Impact parasitaire

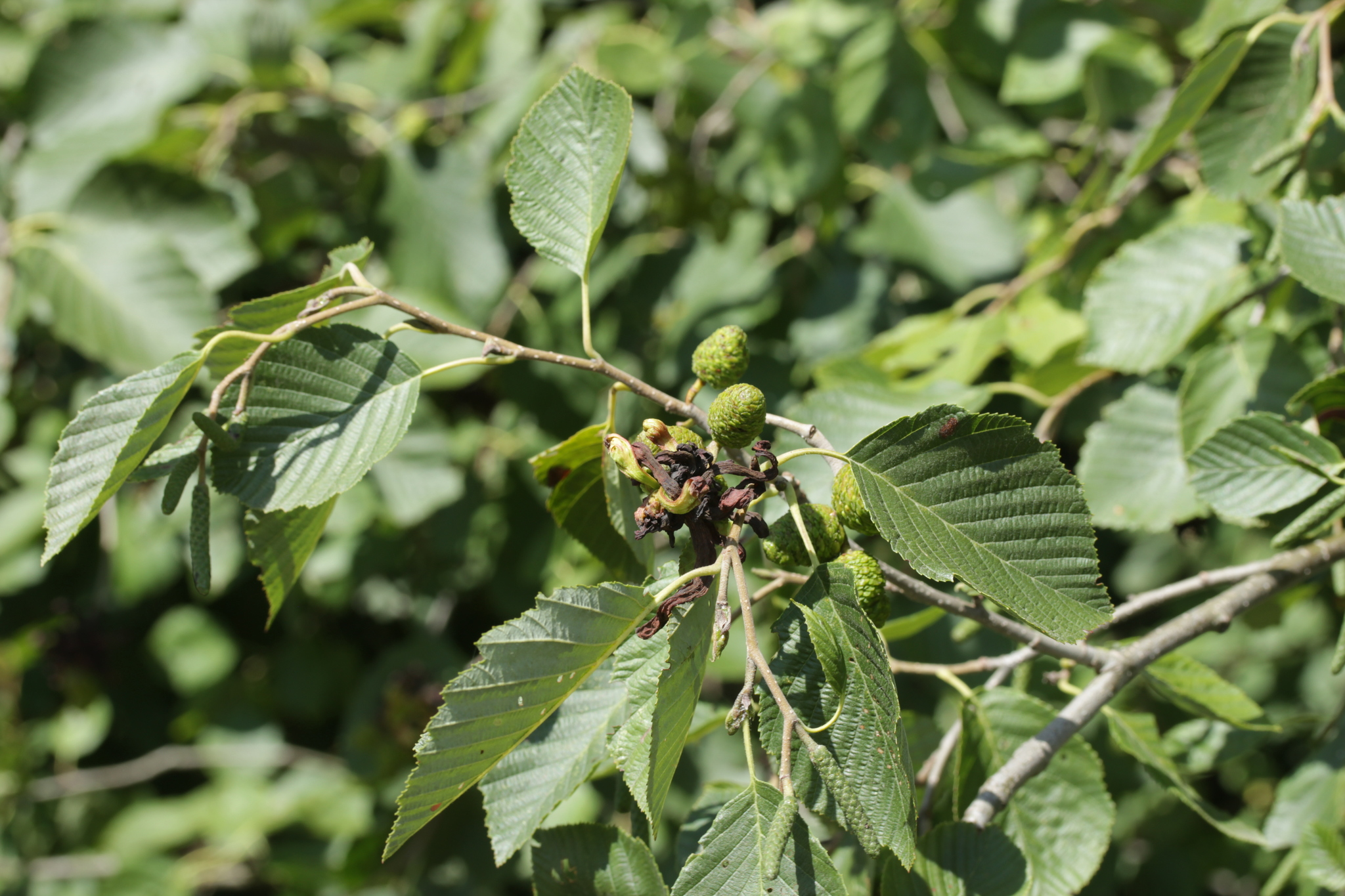
Galles de Taphrina alni

Taphrina alni est visible toute l'année, la fructification en cours se repérant à partir de juin. Il est dispersé surtout sur Alnus incana et Alnus glutinosa mais aussi sur d'autres membres du genre Alnus comme la sous-espèce A. incana rugosa, Alnus ×pubescens et Alnus viridis. Il est localement plus fréquent dans les régions humides comme les vallées alpines et le bord de mer dans le nord de l'Europe,. 
La fructification infectée de l'Aulne est annihilée car les asques du champignon recouvrent toute la surface du chaton.

## Synonymie
Taphrina alni a pour synonymes :
- Ascomyces alni Berk. & Broome, 1876 (basionyme)
- Exoascus alnitorquus f. alni-incanae Kühn, 1873
- Exoascus amentorum Sadeb., 1888
- Taphrina alnitorqua Tul., 1866
- Taphrina alni-incanae (Kühn) Magnus, 1890[5]